# Sebastian Kastner
Sebastian Kastner OSB († 30. April 1577 in Metten) war ein deutscher Benediktiner in Kloster Niederalteich und später Abt in Kloster Metten. 

## Biographie
Der aus Regen im Bayerischen Wald stammende Sebastian Kästner hatte am 4. Februar 1551 im Kloster Niederalteich seine Profess abgelegt. Die Tätigkeit als Propst in dem von Niederalteich abhängigen Kloster Rinchnach und sein Ansehen eines frommer und tugendhafter Mönch waren wohl der Grund, warum man ihn im Kloster Metten bei der Wahl am 17. Oktober 1569 zum Abt postulierte. Man erhoffte sich von ihm offenbar eine wirtschaftliche Konsolidierung und religiöse Erneuerung des Klosters nach der wenig glücklichen Amtsführung des verstorbenen Abtes Oswald II. Mayr. Allerdings gelang es auch Abt Sebastian, der das Amt nur widerstrebend angenommen hatte, nicht, die Verhältnisse in Metten nachhaltig zu verbessern. In dieser durch die Auswirkungen der Reformation schwierigen Zeit verfiel in Metten die klösterliche Disziplin und die Zahl der Konventualen sank auf 4 bis 5 Kleriker. Beim Tod des Abtes 1577 konnte deshalb zunächst kein Nachfolger gewählt werden. Der mit der Administration betraute Mettener Konventuale P. Johannes Eislinger musste wegen Unfähigkeit ebenso abgesetzt werden wie der anschließend mit der Administration betraute P. Benedikt Widmann aus Kloster Heiligenkreuz in Donauwörth. Erst unter dem aus Kloster Weltenburg bestellten Administrator P. Johann Arnold und durch das harte Eingreifen des päpstlichen Nuntius und Regensburger Bistumsverwesers Felizian Ninguarda sowie des bayerischen Herzogs Wilhelms V. besserten sich allmählich die Verhältnisse in Kloster Metten.